# Prorachthes crassipalpis
Prorachthes crassipalpis är en tvåvingeart som beskrevs av Villeneuve 1930. Prorachthes crassipalpis ingår i släktet Prorachthes och familjen svävflugor. Inga underarter finns listade i Catalogue of Life.